# Szervác József
Szervác József (eredeti neve: Horváth József) (Csepel, 1952. május 13. – Budapest, 2001. június 16.) József Attila-díjas magyar költő.

## Életpályája

### Szavak hazáig
Már a gimnáziumban is feltűnt költői, színházi aktivitásával, kötetbe került első verseit is itt írta. Ellenzéki tevékenysége miatt ki volt tiltva Budapest összes egyeteméről, vidékre többféle szakra mehetett volna, ő azonban inkább a nyomdászat és az ELTE körüli és szélesebb körű színházi világ érdekelte. Az ELTE magyar–olasz szakára járó felesége és gyermekeinek anyja, Csantavéri Júlia, a későbbi filmtörténész is ebben a fiatal művészeti körben mozgott, itt ismerkedtek-házasodtak össze és kezdték az albérleti életet. A korai években (de több szempontból végig) József Attila volt a legnagyobb hatással Szervácra.
Ezen egyetemi-nyomdász évek alatt született első gyermekük, Attila, ugyanebben az évben (1973) mutatta be őt Nagy László az Élet és Irodalom folyóiratban. Sok kilincselés után végül csak 1980-ban jelent meg első verseskötete, a Szavak hazáig.

### Mi fájna?
A Szavak hazáig kötet megjelenése utáni, a 80-as évek legelejére amúgy is jellemző elég pozitív hangulatban 1981-ben született meg Júlia előbb Genovában, majd Rómában élő nővére után elnevezett lánya: Katalin. Szervác József szolgálati lakása elég sűrűn adott helyett a CSET – Csütörtök Esti Társaság nevű, főleg a József Attila Körből válogatott írói körnek, mely körül alkalmilag sok más művész is megfordult, például Bari Károly, Dégi István, Galkó Balázs és mások; ez valamelyest meg is jelenik Dárday István és Szalai Györgyi Átváltozás című, 1984-ben készült filmjében, melyben saját magát alakítja. A CSET 1986-ban adta ki az Üdvözlet kötetet.
1988-ban jelent meg a Mi fájna? verseskötet. Ennek hatására Csajka Gábor Cypriannal, Tóth Erzsébettel és sok más művésszel Mi fájna? címmel tartottak összművészeti estet.

### Másik Magyarország
Szervác témaválasztásában, ahogy azt sokan megfigyelték, kezdettől kiemelkedett a szociális érzék. Ez már az első, Szavak hazáig kötetben lévő munkássorsokról szóló sorokból is látszik.
E tematikában megfigyelhető jellemző miatt sokan – erről írt jelentősebben Pécsi Györgyi – is a szociológiai, művészeti értelemben vett (Ottlik) „Másik Magyarország” utolsó költőjének is nevezték, ehhez is társulnak még a rendszerváltás után írt kisprózái is. Szervác József művei elérhetők a Magyar Elektronikus Könyvtárban (egyes kötetek) illetve 2014-től köteten kívüli versekkel is folyamatosan bővül a Wikiforrásban.

## Művei
A versek bővebben: Szervác József versei

### Verseskötetek

#### Szavak hazáig (1980)
Benne: Levél a szülőföldre, Hanyatt, Közzé legyen, Már szinte múlt időben
"Könyvem legrégebbi darabját a 18. születésnapomon, 1970. május 13-án írtam. Ami azután jött: érettségi, cinkográfus szakma, öt év munka különböző nyomdákban különböző munkakörökben, rövid ideig katonaság, majd lettem segédmunkás, irodaszolga, szakképzetlen munkavezető, végül szabadúszó. Közben 1971-ben eljöttem otthonról, albérletekben éltem feleségemmel, 1973 óta Attila fiammal. 1978 óta van lakásunk.
Költőként voltak sikerélményeim, találtam barátokat, olyanokat is, akik bíznak bennem, de szereztem ellenfeleket, sőt ellenségeket is, nyilvánvalóakat és láthatatlanokat egyaránt. Ma ott tartok: írni egyre nehezebb. De tudom, mit akarok megírni ezután, és hiszem, hogy a vers ma is lehet több, mint egy szűk körű értelmiségi kaszt társasjátékának eszköze." - Szervác József

#### Mi fájna? (1987)
Benne: Ima, Emlékiratok, Történelmi tanulmány
"Erőteljes, jellegében határozott költészet jelenik meg Szervác József második kötetében, melynek versei kétségektől gyötört hűséggel vallanak a mindennapi lét belső és külső körülményeiről, a bennünk-levés lehetőségeiről és korlátairól. Szervác József "perlő költő", akinek világlátását mély és szenvedélyes érzelmi ellentmondások szabták meg; és kesernyés, nemegyszer meghasonlásosan komor öntudat formálja. ezekből jött létre a versbeszéd feszültségteremtő működése: a költő már-már nyers szókimondásának és rendkívül következetes formafegyelmének állandó kölcsönhatása, mely intenzív versélményt nyújt az olvasónak." - Keszthelyi Rezső

#### Előszó (1993)
Benne: Margit, Történelem, Add föl
"Íme az előző könyvem. Első ízben 1988 tavaszán adtam kiadónak. Azóta egy újabb paksamétám is ácsingózik a mecénások kegyeire. Az ötéves késés egyetlen haszna: most derülhet ki, mennyire időtállóak az öt-tíz évvel ezelőtt született versek. Bízom benne: a rendszerváltás engem sértetlenül hagyott - én azt megelőzően is efféle, vagy még effélébb világban éltem.
Kenyérért ma igencsak többen állnak sorba mint verseskötetekért, félteni a költészet jövőjét mégsem féltem. A költők sora rosszabbra aligha fordulhat, de a vers, a valóban jó vers mindennel dacol.
Írok hát változatlanul, ha egyre kevesebbeket is érdekel." - Szervác József

#### Aszály előtt (1999)
Benne: Óévsirató, Szanaszét, Kiülünk, Tisztaszobám, Hódolat

#### Átdolgozás (1999)
Benne: Sanzon, Nincs, nincs, Az a sivatag, Átdolgozás
"Ne furcsállja a vétlen olvasó. hogy ennek a könyvnek két címe van. Ez a könyv ugyanis - két könyv. 1991 nyarán éreztem úgy: újabb verseim újabb kötetté állnak össze.
Házalni kezdtem hát az Aszály előtt kéziratával - ígéreteket kaptam, támogatást sehonnan. Meg kell vallanom: ezzel foglalkoztam a legkevésbé. Egy régebbi érában jó költőként és "rosszcsont"-ként könyveltek el külömb-külömbféle kartotékokon - teszek rá. Megírtam közben az Átdolgozást. Porosodott az is majd' három évig. Vigasztalom magam: most legalább kiderülhet: mennyire?" - Szervác József

## Díjai
- Clevelandi József Attila-díj (1988)
- József Attila-díj (1995)
- Kölcsey-díj (MÚK) 2001